# 싱글맨
싱글맨(영어: A Single Man)은 톰 포드가 각본, 감독을 맡은 2009년에 개봉한 드라마 영화로, 동명의 소설을 바탕으로 하고 있다. 패션 디자이너로 유명한 톰 포드 감독의 데뷔작이며, 콜린 퍼스는 1962년 남부 캘리포니아에서 거주했던 영국인 동성애자 대학 교수인 '조지 팔코너' 역할을 연기하여, 아카데미 남우주연상에 후보 지명되었고, 영국 아카데미상(BAFTA) 남우주연상을 수상하였다.
2009년 9월 11일, 제66회 베네치아 국제 영화제에서 첫 상영을 하였고, 콜린 퍼스는 남우주연상(볼피컵)을 수상하였다.

## 줄거리
중년의 대학교수 조지(콜린 퍼스)는 16년을 함께 한 동성 연인 짐(매튜 구드)을 사고로 잃고 하루아침에 삶의 의미를 상실한다. 조지는 공허한 삶을 끝내려고 권총을 입에 물지만, 방아쇠를 당기지는 못한다. 그러던 그에게 매력적인 제자 케니(니콜라스 홀트)가 다가오고 케니와 밤을 함께 보내며 텅 빈 조지의 가슴은 새로운 감정으로 채워진다.

## 출연
- 콜린 퍼스 - 조지 팔코너
- 줄리앤 무어 - 샬롯 (찰리)
- 니콜라스 홀트 - 케니 포터
- 매슈 구드 - 짐
- 혼 코르타하레나 - 카를로스
- 폴레트 라모리 - 알바
- 라이언 심킨스 - 제니퍼 스트렁크
- 지니퍼 굿윈 - 스트렁크 부인
- 테디 시어스 - 스트렁크
- 리 페이스 - 그랜트 르파누
- 에린 대니얼스 - 은행 창구 직원
- 알린 웨버 - 로이스
- 존 햄 - 짐의 삼촌(목소리로 등장)[1]